# Mali Air Express
Mali Air Express – malijska linia lotnicza z siedzibą w Bamako. Główną bazą lotnicza jest Port lotniczy Bamako.

## Flota
Flota Mali Air Express obejmuje następujące samoloty (na lipiec 2009):
- 2 Saab 340A